# Хёрнляйн, Вальтер
Вальтер Хёрнляйн (нем. Walter Hoernlein; 2 января 1893 — 14 сентября 1961) — немецкий офицер, участник Первой и Второй мировых войн, генерал пехоты (1944 год), кавалер Рыцарского креста с Дубовыми листьями.

## Начало военной карьеры
В ноябре 1912 года — поступил на военную службу фанен-юнкером (кандидат в офицеры), в пехотный полк. С июня 1913 года — лейтенант.

## Первая мировая война
Командовал пехотным взводом на Западном фронте. 4 октября 1914 года — награждён Железным крестом второй степени. На следующий день — тяжело ранен, взят во французский плен.

## Между мировыми войнами
Продолжил службу в рейхсвере. К началу Второй мировой войны — командир пехотного батальона, подполковник.

## Вторая мировая война
В сентябре-октябре 1939 года — участвовал в Польской кампании. С ноября 1939 года — командир пехотного полка. С апреля 1940 года — полковник.
В мае-июне 1940 года — участвовал во Французской кампании.
С 22 июня 1941 года — участвовал в германо-советской войне. Бои в Белоруссии. 30 июля 1941 года — награждён Рыцарским крестом. С августа 1941 года — командир пехотного полка «Великая Германия» (Infanterie-Regiment Großdeutschland).
С апреля 1942 года — генерал-майор, командир пехотной дивизии «Великая Германия» (с мая 1942 года — моторизованная дивизия).
С января 1943 года — генерал-лейтенант. В феврале 1943 года — награждён Золотым немецким крестом, в марте 1943 года — Дубовыми листьями к Рыцарскому кресту (за бои в районе Харькова). (В мае 1943 года — моторизованная дивизия «Великая Германия» переименована в танково-гренадерскую). В июле 1943 года — бои на южном фасе Курской дуги.
В августе 1944 года — временно командующий 64-м армейским корпусом (во Франции). С сентября 1944 года — командующий 82-м армейским корпусом (на Западном фронте). С ноября 1944 года — в звании генерал пехоты.
С февраля 1945 года — командующий войсками 2-го военного округа (в районе Штеттина). В мае 1945 года — ушёл на запад, сдался в американский плен.